# Увоз
Увоз је улазак у земљу робe или услуга које долазе из друге земље. У рачунарској науци увоз означава радњу која омогућава претварање и слање података из једне апликације у другу. Главне земље међународне трговине су: Јужна Кореја, Канада, Уједињено Краљевство, Италија, Француска,Јапан, Америка, Кина и Немачка.

## Врстa робе
- Материјална и складишна роба која је произведена и уностранству и чији се надзор реализује преносом одговорности у свакој фази транспортног и царинског процеса;
- Услуге које нису складишне: Софтвери који се могу скинути преко интернета.

## Циљеви
Увоз даје велике предности потрошачу (већи избор производа, већа ценовна конкуренција). Продавац обично купује производе створене од стране локалних компанија које се могу производити и у иностранству. Добављањем производа из иностранства, продавац заобилази локалне компаније и купије директно од произвођача и с тиме смањује додатне трошкове. Увоз производа и њихова количина је контролисана од стране закона међународне трговине.

## У Србији
Према статистикама републичког завода за статистику Србије Србија увози 70% прехрамбрене трговине, у већини случајева поврће. Међутим, поред поврћа у Србију се такође увози и воће из различитих делова света.